# Aurillac
Aurillac là tỉnh lỵ của tỉnh Cantal, thuộc vùng hành chính Auvergne-Rhône-Alpes của nước Pháp, có dân số là 30.551 người (thời điểm 1999).

## Khí hậu
| Dữ liệu khí hậu của Aurillac (1981–2010) | Dữ liệu khí hậu của Aurillac (1981–2010) | Dữ liệu khí hậu của Aurillac (1981–2010) | Dữ liệu khí hậu của Aurillac (1981–2010) | Dữ liệu khí hậu của Aurillac (1981–2010) | Dữ liệu khí hậu của Aurillac (1981–2010) | Dữ liệu khí hậu của Aurillac (1981–2010) | Dữ liệu khí hậu của Aurillac (1981–2010) | Dữ liệu khí hậu của Aurillac (1981–2010) | Dữ liệu khí hậu của Aurillac (1981–2010) | Dữ liệu khí hậu của Aurillac (1981–2010) | Dữ liệu khí hậu của Aurillac (1981–2010) | Dữ liệu khí hậu của Aurillac (1981–2010) | Dữ liệu khí hậu của Aurillac (1981–2010) |
| Tháng                                    | 1                                        | 2                                        | 3                                        | 4                                        | 5                                        | 6                                        | 7                                        | 8                                        | 9                                        | 10                                       | 11                                       | 12                                       | Năm                                      |
| ---------------------------------------- | ---------------------------------------- | ---------------------------------------- | ---------------------------------------- | ---------------------------------------- | ---------------------------------------- | ---------------------------------------- | ---------------------------------------- | ---------------------------------------- | ---------------------------------------- | ---------------------------------------- | ---------------------------------------- | ---------------------------------------- | ---------------------------------------- |
| Cao kỉ lục °C (°F)                       | 18.8 (65.8)                              | 22.1 (71.8)                              | 23.5 (74.3)                              | 26.5 (79.7)                              | 29.2 (84.6)                              | 35.0 (95.0)                              | 38.0 (100.4)                             | 37.7 (99.9)                              | 32.4 (90.3)                              | 26.6 (79.9)                              | 23.2 (73.8)                              | 20.7 (69.3)                              | 38.0 (100.4)                             |
| Trung bình ngày tối đa °C (°F)           | 6.7 (44.1)                               | 7.9 (46.2)                               | 11.2 (52.2)                              | 13.7 (56.7)                              | 17.8 (64.0)                              | 21.5 (70.7)                              | 24.3 (75.7)                              | 24.0 (75.2)                              | 20.3 (68.5)                              | 16.0 (60.8)                              | 10.4 (50.7)                              | 7.5 (45.5)                               | 15.1 (59.2)                              |
| Tối thiểu trung bình ngày °C (°F)        | −1.0 (30.2)                              | −0.8 (30.6)                              | 1.3 (34.3)                               | 3.4 (38.1)                               | 7.3 (45.1)                               | 10.1 (50.2)                              | 12.2 (54.0)                              | 11.9 (53.4)                              | 8.9 (48.0)                               | 6.7 (44.1)                               | 2.3 (36.1)                               | −0.2 (31.6)                              | 5.2 (41.4)                               |
| Thấp kỉ lục °C (°F)                      | −21.2 (−6.2)                             | −18.0 (−0.4)                             | −15.2 (4.6)                              | −9.1 (15.6)                              | −2.5 (27.5)                              | 0.1 (32.2)                               | 2.4 (36.3)                               | 0.7 (33.3)                               | −2.9 (26.8)                              | −8.1 (17.4)                              | −11.6 (11.1)                             | −15.9 (3.4)                              | −21.2 (−6.2)                             |
| Lượng Giáng thủy trung bình mm (inches)  | 91.7 (3.61)                              | 83.2 (3.28)                              | 84.7 (3.33)                              | 115.5 (4.55)                             | 118.4 (4.66)                             | 88.7 (3.49)                              | 67.1 (2.64)                              | 84.2 (3.31)                              | 109.3 (4.30)                             | 114.3 (4.50)                             | 108.7 (4.28)                             | 108.2 (4.26)                             | 1.174 (46.22)                            |
| Số ngày giáng thủy trung bình            | 12.0                                     | 10.6                                     | 11.1                                     | 12.1                                     | 12.7                                     | 9.7                                      | 8.1                                      | 9.5                                      | 8.8                                      | 11.4                                     | 12.0                                     | 11.8                                     | 130.0                                    |
| Số giờ nắng trung bình tháng             | 110.0                                    | 126.8                                    | 177.2                                    | 179.3                                    | 210.4                                    | 242.1                                    | 268.0                                    | 248.8                                    | 206.1                                    | 148.7                                    | 100.3                                    | 100.0                                    | 2.117,5                                  |
| Nguồn: Météo France                      |                                          |                                          |                                          |                                          |                                          |                                          |                                          |                                          |                                          |                                          |                                          |                                          |                                          |

## Những người con của thành phố
- Wilhelm von Auvergne, triết gia
- Paul Doumer, chính khách
- Marie Marvingt, nữ phi công, người phụ nữ thứ hai có bằng phi công tại Pháp